# George Dole
George Stuart Dole (Ypsilanti, Michigan, 30 de gener de 1885 - Winthrop, Maine, 6 de setembre de 1928) va ser un lluitador estatunidenc que va competir a primers del segle xx.
El 1908 va disputar els Jocs Olímpics de Londres, on guanyà la medalla d'or de la categoria del pes ploma de lluita lliure, després de guanyar en la final al britànic James Slim.